# Cyrtarachne bilunulata
Cyrtarachne bilunulata är en spindelart som beskrevs av Tord Tamerlan Teodor Thorell 1899. Cyrtarachne bilunulata ingår i släktet Cyrtarachne och familjen hjulspindlar.
Artens utbredningsområde är Kamerun. Inga underarter finns listade i Catalogue of Life.